# Tarriba (Burgos)
Tarriba es un núcleo de población español del municipio de Valle de Mena, perteneciente a la provincia de Burgos, en la comunidad autónoma de Castilla y León.

## Historia
Hacia mediados del siglo XIX, el lugar era ya referido como un barrio perteneciente a Nava de Mena, dentro del municipio de Valle de Mena. Aparece descrito en el decimocuarto volumen del Diccionario geográfico-estadístico-histórico de España y sus posesiones de Ultramar de Pascual Madoz con las siguientes palabras:

TARRIBA: barrio en la prov. de Búrgos, part. jud. de Villarcayo y térm. jurisd. de Nava de Mena (V.).
(Madoz, 1849, p. 673)

En 2023, el núcleo de población de Tarriba, encuadrado dentro de la entidad singular de población de Nava de Mena, tenía empadronados 45 habitantes.